# Забежкі
Забежкі (пол. Zabieżki) — село в Польщі, у гміні Целестинув Отвоцького повіту Мазовецького воєводства.
Населення — 767 осіб (2011).
У 1975-1998 роках село належало до Варшавського воєводства.

## Демографія
Демографічна структура станом на 31 березня 2011 року:
|          | Загалом | Допрацездатний вік | Працездатний вік | Постпрацездатний вік |
| -------- | ------- | ------------------ | ---------------- | -------------------- |
| Чоловіки | 380     | 77                 | 264              | 39                   |
| Жінки    | 387     | 70                 | 234              | 83                   |
| Разом    | 767     | 147                | 498              | 122                  |